# Chekawa Yeshe Dorje
| Tibetische Bezeichnung                             |
| -------------------------------------------------- |
| Wylie-Transliteration: 'chad ka ba ye shes rdo rje |

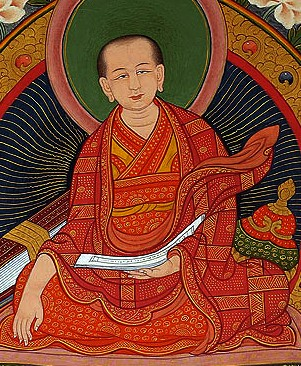
Chekawa Yeshe Dorje

Chekawa Yeshe Dorje (tibet.:  'chad ka ba ye shes rdo rje; geb. 1101; gest.  1175), kurz: Chekawa, war ein bedeutender Geistlicher der Kadam-Tradition des tibetischen Buddhismus. Er gründete das Cheka-Kloster (tibet. ’chad kha dgon) in Maizhokunggar (mal gro gung dkar rdzong). Er ist Autor des blo sbyong don bdun ma („Schulung der Geisteshaltung in sieben Punkten“).